# Kim Seong-sik
Kim Seong-sik (kor. 김성식; * 24. Mai 1992) ist ein südkoreanischer Fußballspieler.

## Karriere
Das Fußballspielen erlernte Kim Seong-sik in der Universitätsmannschaft der Yonsei University in Seoul. Seinen ersten Vertrag unterschrieb er 2015 beim Goyang Zaicro FC, einem Verein, der in der K League 2 spielte und in Goyang beheimatet ist. 2016 wechselte er zum Erstligisten Gyeongnam FC nach Changwon. Hier stand er sechs Monate unter Vertrag. Von Juli bis Dezember 2016 war Kim vereinslos. Seinen ersten Auslandsvertrag unterschrieb er 2017 im Oman, wo er sich dem al-Nahda Club anschloss. Nach sechs Monaten verließ er den Club und ging nach Thailand, wo er Anfang 2018 einen Vertrag beim Zweitligisten Sisaket FC in Sisaket unterschrieb. Im Februar 2019 wechselte er zum Ligakonkurrenten Navy FC nach Sattahip. Bei dem Zweitligisten spielt er die Hinrunde. Seit Juli 2019 ist Kim wieder vereinslos.